# Pargny
Pargny település Franciaországban, Somme megyében. Lakosainak száma 196 fő (2022. január 1.). Pargny Béthencourt-sur-Somme, Épénancourt, Falvy, Morchain és Villecourt községekkel határos.

## Népesség
A település népességének változása:
| Lakosok száma | 193  | 200  | 206  | 205  | 202  | 199  | 196  | 195  | 196  |
|               | 2013 | 2015 | 2016 | 2017 | 2018 | 2019 | 2020 | 2021 | 2022 |